# Khalida Popal
Khalida Popal ( Kabul, 21 de mayo de 1987 ) es una futbolista y activista feminista afgana. Fue la capitana de la selección absoluta de fútbol. Desde 2011 reside en Dinamarca, donde se exilió para huir del acoso que sufría en su país, especialmente de los talibanes, por liderar el movimiento para la igualdad, libertad y promoción de las mujeres en Afganistán.

## Biografía
Nació en Kabul, en el seno de una familia progresista. De pequeña jugaba al fútbol con sus hermanos. Empezó a jugar al fútbol desde muy pequeña a pesar del rechazo de la sociedad afgana durante el régimen talibán y con la ayuda de su madre, profesora de educación física, recorrieron los colegios buscando a chicas dispuestas a jugar al fútbol. Lograron repercusión y formar equipos a pesar del acoso. Empezó a jugar profesional desde 2003, llegó a ser capitana de la primera selección femenina de fútbol de Afganistán en 2007, disputando partidos amistosos contra Nepal, Pakistán y Maldivas.
Ante la creciente popularidad del equipo femenino y convertida en un símbolo de los derechos de las mujeres afganas, fue amenazada de muerte en varias ocasiones.  Por este motivo, decidió huir a la India en 2011 y luego pedir asilo en Dinamarca, donde reside actualmente.
En Dinamarca, jugó en un equipo local pero sufrió una grave lesión de rodilla, lo que significó su retirada del fútbol. Posteriormente, ha participado activamente en la integración e igualdad de las mujeres y también fundó su propia organización en 2014, Girl Power, una asociación cuyo objetivo se centra en facilitar que las mujeres de minorías inmigrantes en los países europeos, las refugiadas y las personas LGTBI aumenten su autoestima y ganen confianza a través de la práctica del deporte.
Es directora de eventos de la selección femenina de fútbol de Afganistán y colabora habitualmente con la FIFA y la UEFA. Tras el golpe de Estado de los talibanes en Afganistán en agosto de 2021, organizó la vía por la que poder salvar a las jugadoras de la selección nacional. La FIFA le negó su apoyo, consiguiendo la extracción de las mujeres gracias al sindicato mundial de futbolistas FIFPro. Las 85 deportistas, de 16 y 17 años, fueron acogidas en Australia.

## Reconocimientos
En septiembre de 2021, la excapitana de la selección de fútbol recibió el Premio Mujer, Empresa y Deporte en los Premios Patrocina un Deportista 2021 que se otorga anualmente en España a destacadas personalidades del mundo deportivo y recauda fondos para apoyar a deportistas olímpicos y paralímpicos individuales que se preparan para los Juegos Olímpicos. Esta edición ha estado patrocinada por Telefónica, Endesa, Phi4Tech, Matrix, SEK, Fundación Rementería, Alimentos de Extremadura y Diputación de Badajoz. Le entregó el galardón Theresa Zabell, presidenta de la Asociación Española de Mujer, Ejecutivas y Deporte (Aemed).